# Bentall Centre

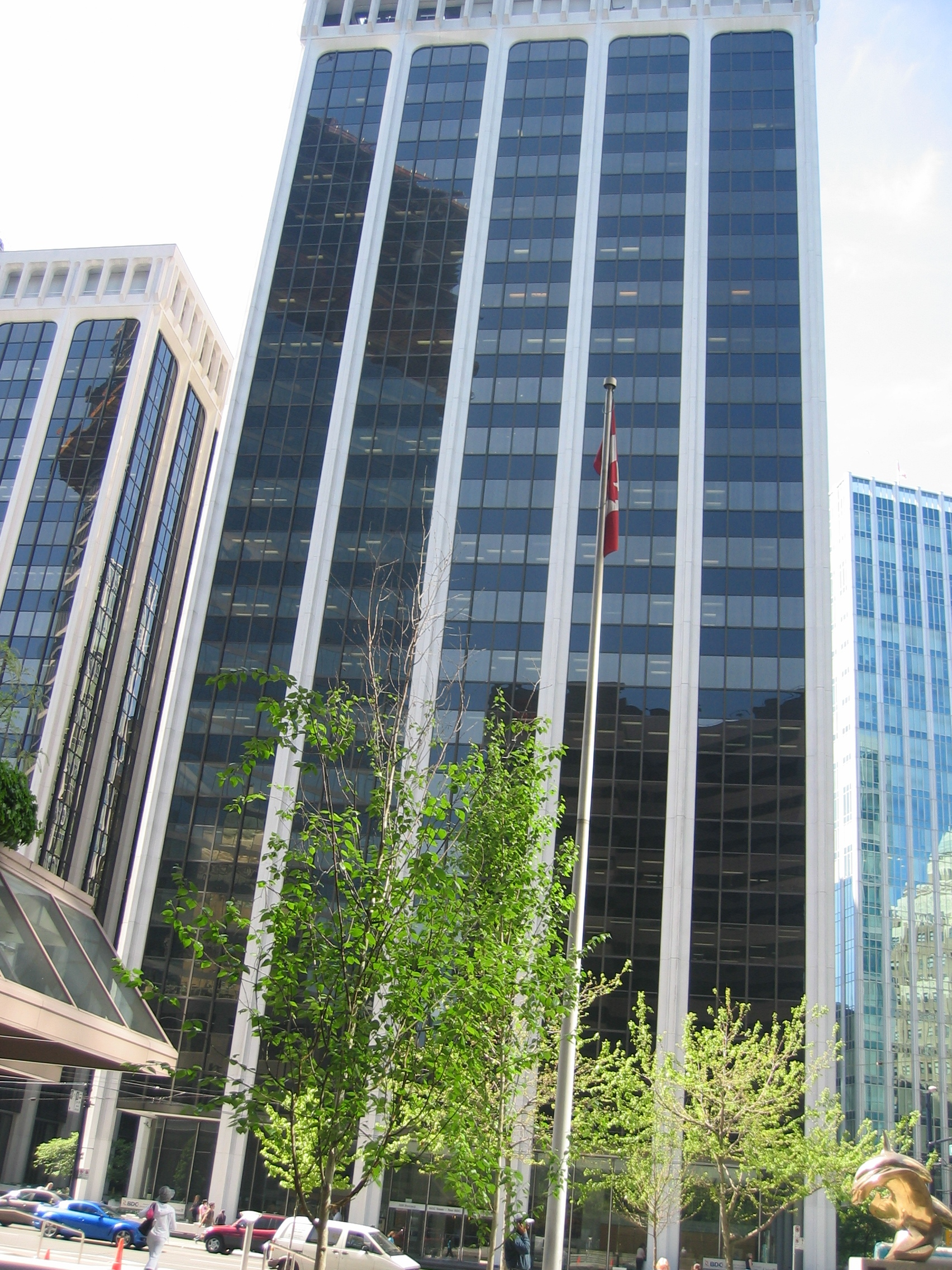
One Bentall Centre.

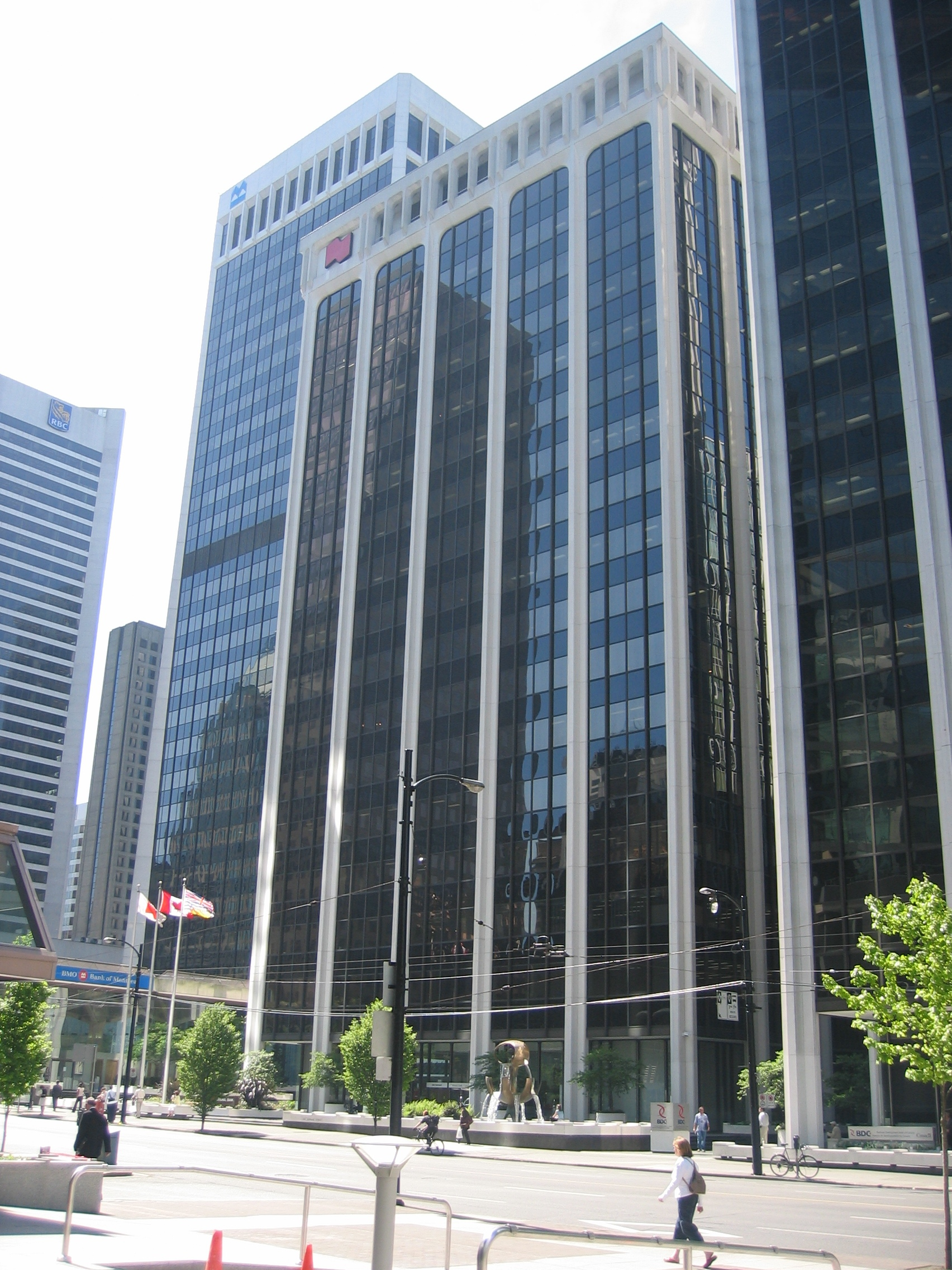
Two Bentall Centre.

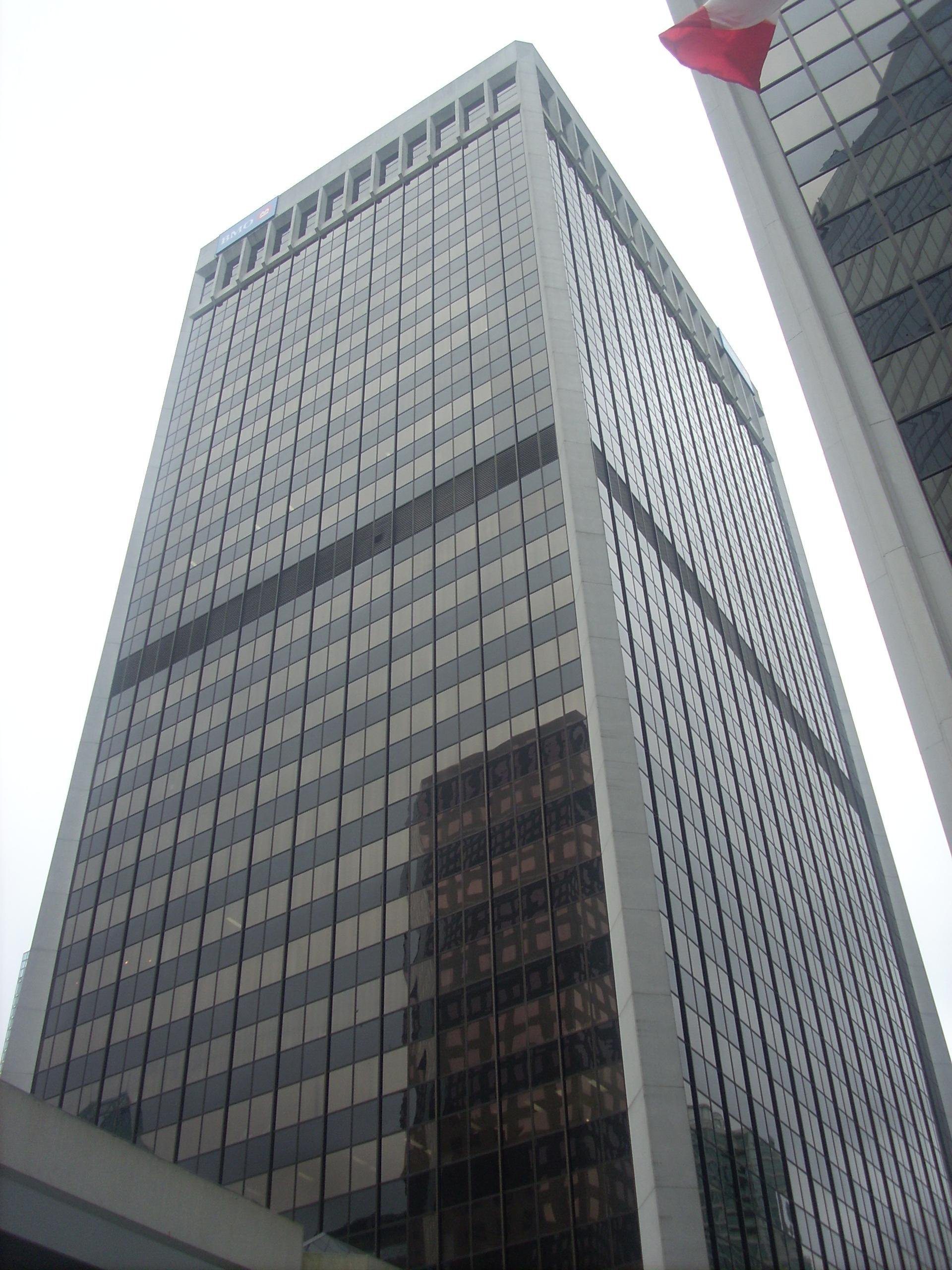
Three Bentall Centre

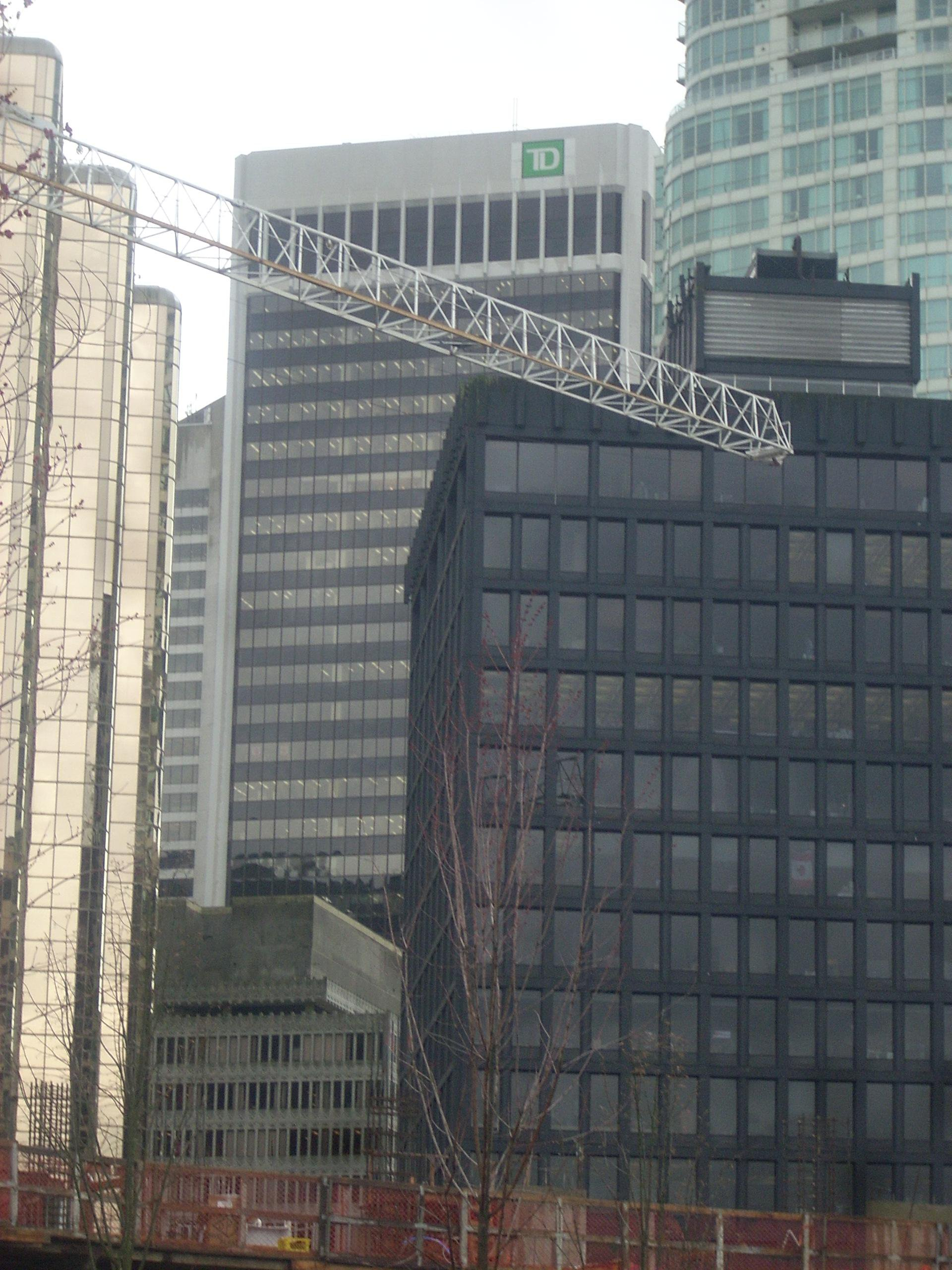
Four Bentall Centre

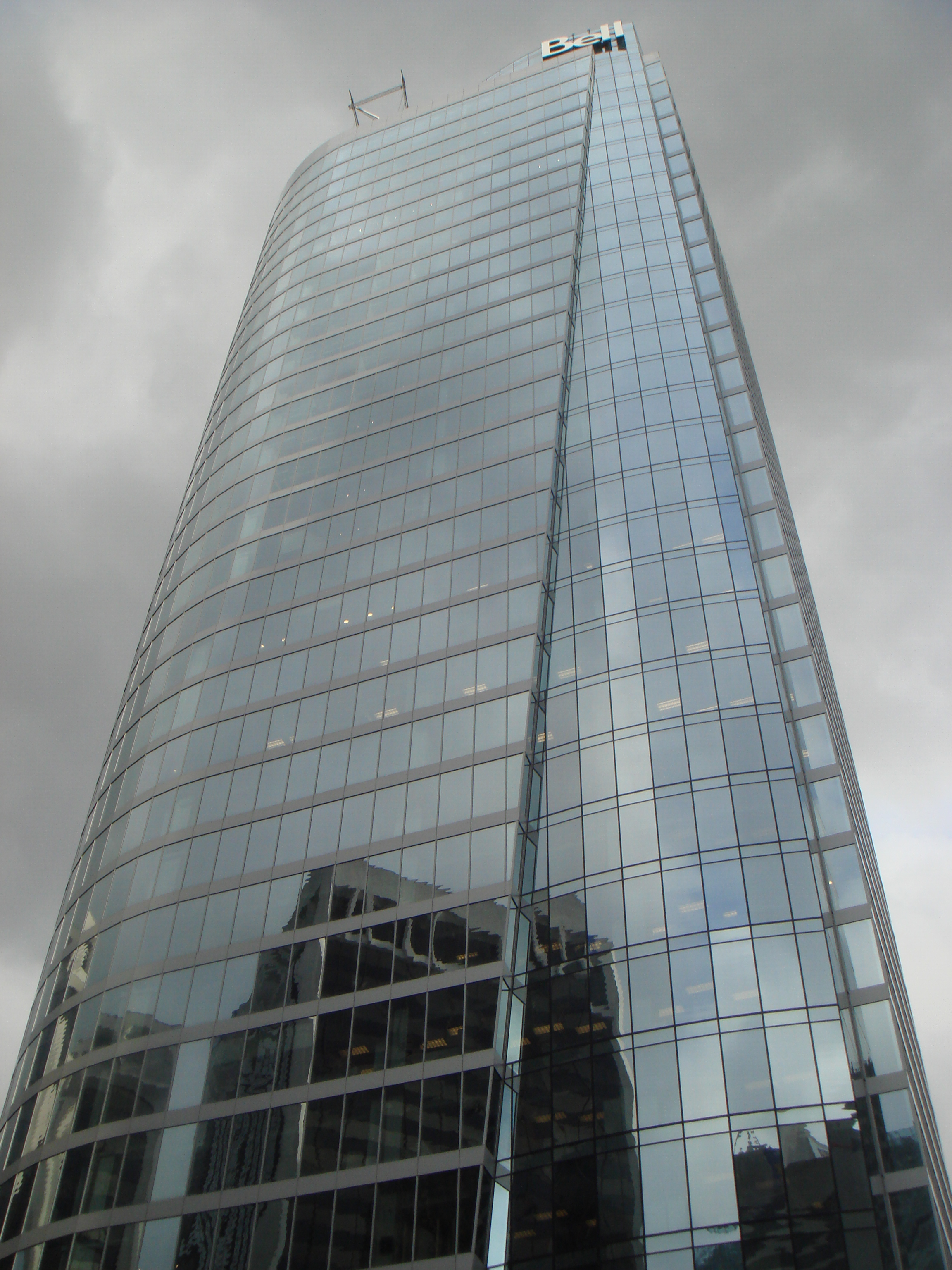
Bentall 5.

The Bentall Centre ist ein Gebäudekomplex bestehend aus fünf Wolkenkratzern in Vancouver, British Columbia, Kanada. Das Gebäude befindet sich in Vancouvers financial district und verfügt über eine Shoppingmall sowie mehrere Restaurants und Cafe's. Durch die Shoppingmall besteht ein direkter Zugang zur SkyTrain Vancouver über die Burrard Station.

## One Bentall Centre
Das One Bentall Centre befindet sich an der 505 Burrard Street und wurde 1967 fertiggestellt. Das Gebäude ist 86 Meter hoch und verfügt über 22 Etagen.

## Two Bentall Centre
Two Bentall Centre befindet sich an der 555 Burrard Street. Das Gebäude wurde 1969 fertiggestellt. Es ist 70 Meter hoch und verfügt über 18 Etagen.

## Three Bentall Centre
Three Bentall Centre befindet sich an der 595 Burrard Street. Es wurde 1974 fertiggestellt. Es ist 122 Meter hoch und verfügt über 32 Etagen.

## Four Bentall Centre
Four Bentall Centre befindet sich an der 1055 Dunsmuir Street. Es wurde 1981 fertiggestellt. Es ist 138 Meter hoch und verfügt über 35 Etagen. Beim Bau des Gebäudes kam es am 7. Januar 1981 zu einem schweren Unfall auf der Baustelle, als vier Bauarbeiter durch ein abgebrochenes Bauteil in die Tiefe stürzten. Am 7. Januar 2005 versammelten sich Familienangehörige und Kollegen, der Bürgermeister von Vancouver, sowie die Gewerkschaft der Bauarbeiter an dem Platz, um der tödlich Verunglückten zu gedenken. Der Bürgermeister und andere enthüllten eine Gedenktafel auf dem Gelände.

## Five Bentall Centre
Bentall 5 (Five Bentall Centre) befindet sich an der 550 Burrard Street. Es ist 146 Meter hoch und somit das höchste des Gebäudekomplexes. Die ersten 22 Etagen wurden im September 2002 von Musson Cattell Mackey Partnership fertiggestellt. Die Etagen 23 bis 34 folgten Ende 2007 und wurden von EllisDon Construction gebaut. Das Gebäude verfügt über eine Fläche von 53.600 m² und verfügt über sieben Aufzüge.